# Acrolophia capensis
Acrolophia capensis es una orquídea de hábito terrestre originaria de Sudáfrica.

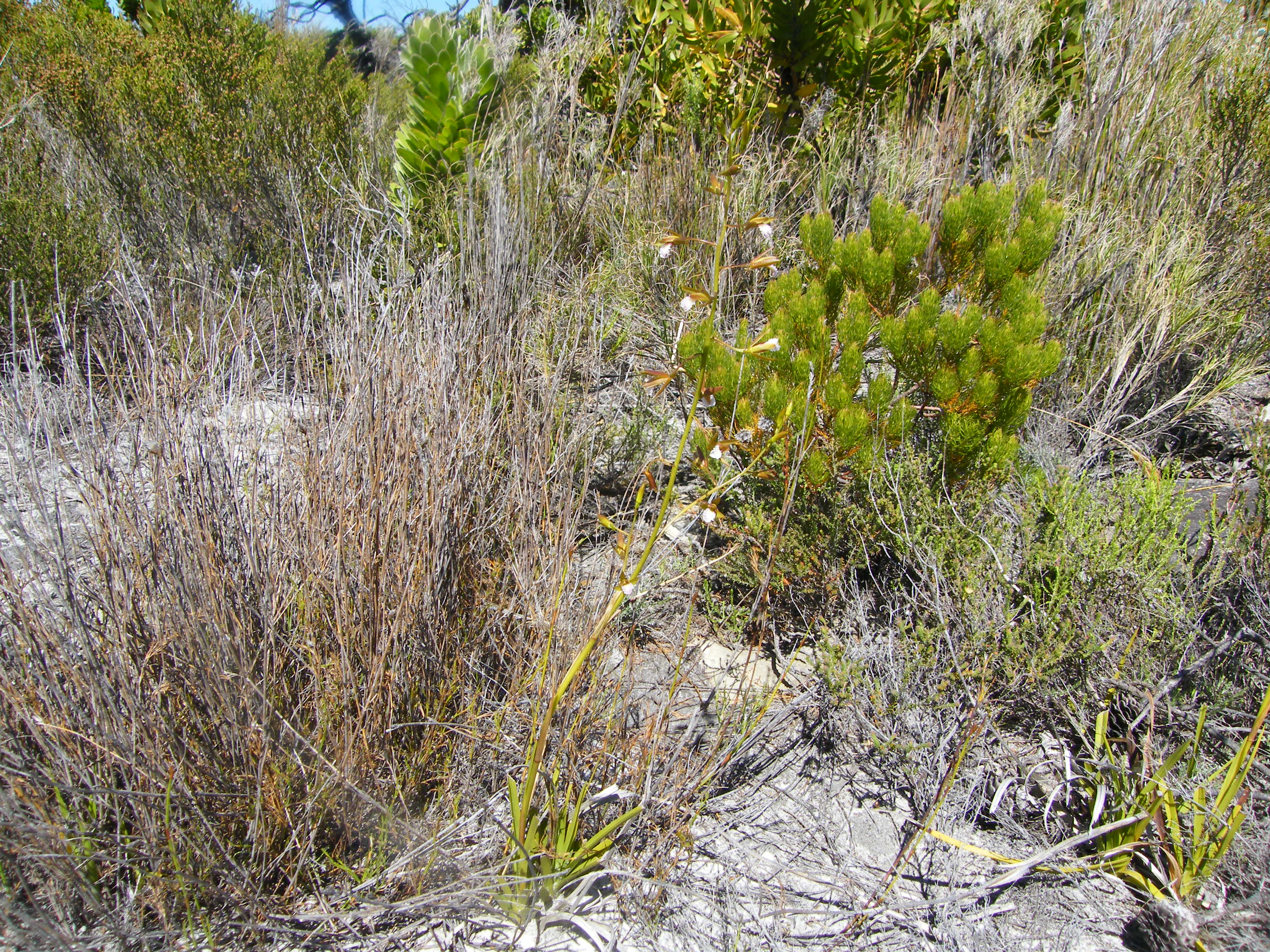
Hábitat

## Distribución y hábitat
Se encuentran en la Provincia Occidental del Cabo en  Sudáfrica en el matorral costero y en suelo arenoso en alturas de 100 a 1700 m s. n. m.

## Descripción
Es una planta delgada a robusta, de tamaño medio a grande que prefiere el clima fresco a frío. Tiene creciente hábito  terrestre con un mechón de rígidas hojas y numerosas, largas y gruesas  raíces carnosas. Las flores aparecen sobre una ramificada inflorescencia terminal con muchas flores. Florece en la primavera y el verano [de octubre a enero] in situ.

## Taxonomía
Acrolophia capensis fue descrita por (P.J.Bergius) Fourc. y publicado en Transactions of the Royal Society of South Africa 10: 81. 1932.
Etimología
Acrolophia, (abreviado Apa.): nombre genérico que procede de las palabras griegas "akros" = "final", "terminal" y "lophos" = "cresta".
capensis: epíteto geográfico que alude a su localización en la Provincia del Cabo.
Sinonimia
Los siguientes nombres se consideran sinónimos de Acrolophia capensis:
- Acrolophia comosa (Sond.) Schltr. & Bolus 1894;
- Acrolophia lamellata (Lindl.) Pfitzer 1887;
- Acrolophia sphaerocarpa (Sond.) Pfitzer 1887;
- Acrolophia tristis (L.f.) Pfitzer 1887;
- Eulophia comosa Sond. 1846;
- Eulophia lamellata Lindl. 1833;
- Eulophia sphaerocarpa Sond 1846;
- Eulophia tristis (L.f.) Spreng. 1826;
- Graphorchis capensis (P.J.Bergius) Kuntze 1891;
- Graphorkis comosa (Sond.) Kuntze 1891;
- Graphorkis lamellata (Lindl.) Kuntze 1891;
- Graphorkis sphaerocarpa (Sond.) Kuntze 1891;
- Graphorkis tristis (L.f.) Kuntze 1891;
- Limodorum capense P.J.Bergius 1767;
- Limodorum triste (L.f.) Thunb. 1794;
- Satyrium capense (P.J.Bergius) Houtt. 1780;
- Serapias capensis (P.J.Bergius) L. 1771;
- Satyrium triste L.f. 1782[3][4]